# Весна (музичка група)
Весна је музичка група из Чешке. Представљаће Чешку на Песми Евровизије 2023.

## Историја

### Оснивање
Патриције Фуксова је основала бенд 2016. године. Идеју слављења феминизма и словенске културе добија током студија у Конзерваторијуму Јарослав Јежек. Првобитно се група састојала од Патриције Фуксове, Баре Шусткове, Андрее Шулцове и Таните Јанков.

### 2017: Први синглови и ЕП
Њихов први сингл се звао Morana, назван по богињи зиме и смрти и снимљен је са Чешким националним симфонијским оркестром. Следећи синглови су били Mokoš, Vesna и Živa, названи по богињама јесени, пролећа и лети. Четири сингла су била део ЕП-а под именом Bohyně (прев. Богиње).

### 2018: Нове чланице, нови синглови и
Године 2018. Шулцова и Јанкова напуштају групу, а групи се придружују Очеповскаја и Ведралова. Снимају нове синглове, где су неки од њих сарадње са другим певачима и групама. Синглови из 2017. су ревамповани и поново објављени. У новемрбу 2018. објављују свој деби албум Pátá Bohyně (прев. Пета богиња) са 13 песама.

### 2019—2022: Нови синглови иAnima
У јуну 2019. објављују сингл Bílá laň у сарадњи са чешком певачицом Вером Мартиновом, а у јулу исте године сингл Bečva назван по истоименој реци у сарадњи са словачком певачицом Зузаном Сматановом. Дана 18. новембра 2019. објављују сингл Nezapomeň.
У октобру 2020. објављују албум Anima са 11 песама.

### 2023:и Песма Евровизије
Дана 16. јануара 2023. је објављено да ће се такмичити на ESCZ 2023, чешком националном финалу за Песму Евровизије 2023. Учествују са песмом My Sister's Crown. После своје победе, представљаће Чешку на Песми Евровизије 2023.